# Universidad Estatal de Idaho
La Universidad Estatal de Idaho (ISU) (Idaho State University en inglés) es una universidad pública administrada por el estado estadounidense de Idaho. Su campus principal está situado en Pocatello, y cuenta con sedes en Coeur d'Alene, Idaho Falls, Boise y Twin Falls. Para 2009 está presupuestada la apertura de una nueva sede en Meridian.
Sus siete escuelas ofrecen en total más de 280 programas de estudio, en ciencias naturales y físicas, humanidades, artes visuales y escénicas, educación, ingeniería, negocios, farmacia y tecnología.

## Historia
El 11 de marzo de 1901, el gobernador Frank W. Hunt firmó el Proyecto de Ley Senatorial 53 para establecer la Academia de Idaho, dependiendo de que se hicieran donaciones privadas de tierras para su sitio. Theodore F. Turner, alcalde de Pocatello, resolvió el problema (Batalla de los Bloques) asegurando una ubicación permanente para la academia. La Academia de Idaho abrió oficialmente sus puertas el 22 de septiembre de 1902.  Theodore Swanson, miembro del consejo de administración, consiguió los servicios de John W. Faris como primer administrador, con el título de director. En 1910, la matrícula había llegado a casi 300 estudiantes y la academia había comprado cuatro cuadras adicionales en Pocatello para satisfacer sus crecientes necesidades.
La Academia de Idaho pasó a llamarse Instituto Técnico de Idaho en 1915. El final de la Primera Guerra Mundial trajo una afluencia de estudiantes a la escuela y la matrícula aumentó a más de 1.000 estudiantes. A principios de la década de 1920, la institución adoptó oficialmente al Bengala como mascota de la escuela. Ralph Hutchinson fue entrenador de fútbol de 1920 a 1927 y presionó para establecer la mascota del tigre e incorporar el naranja y el negro como colores oficiales. Hutchinson fue alumno de Princeton, una universidad con una mascota tigre.
La institución pasó a llamarse en 1927, esta vez como Universidad de Idaho – Rama Sur, y continuó como una escuela de dos años, supervisada por John R. Nichols. un decano ejecutivo. Durante la Segunda Guerra Mundial, Idaho fue una de las 131 facultades y universidades a nivel nacional que participaron en el Programa de Capacitación Universitaria de la Marina V-12, que ofrecía a los estudiantes un camino hacia una comisión de la Marina.
Después de que Nichols se fuera en 1946, Carl McIntosh, profesor asociado de oratoria, fue nombrado decano ejecutivo interino en enero de 1947. Ese marzo, la escuela fue elevada a la categoría de cuatro años y oficialmente se convirtió en Idaho State College. A la edad de 32 años, McIntosh fue nombrado primer presidente de Idaho State College, y fue uno de los presidentes universitarios más jóvenes de los Estados Unidos. Aunque McIntosh originalmente no estaba interesado en ser administrador, una vez que la escuela se convirtió en una universidad independiente, decidió seguir siendo presidente y ayudar a la institución a superar sus primeros problemas de crecimiento.  Idaho State College fue acreditada como una institución que otorga títulos de cuatro años en diciembre de 1948, después de mucho trabajo por parte de McIntosh y la facultad. La matrícula llegó a 2.000 en 1949. McIntosh dejó ISC en 1959 para convertirse en presidente de Long Beach State College, y fue sucedido por Donald E. Walker.
En 1963, ISC pasó a llamarse por quinta y última vez a Universidad Estatal de Idaho, reflejando su nuevo estatus como universidad pública de cuatro años. En los años siguientes, el estado de Idaho amplió continuamente tanto su inscripción como los programas que ofrecía. La presidencia de Richard (Dick) Bowen, de 1985 a 2005, se considera particularmente como una época de crecimiento. Bowen fue presidente del estado de Idaho durante 20 años y Connie, su esposa, dedicó su tiempo a cultivar las relaciones comunitarias y mejorar las tradiciones universitarias de larga data. Durante su mandato en ISU, los Bowen impulsaron varios proyectos, incluido el Stephens Performing Arts Center y el Rendezvous Center. Bowen renunció después de un voto de censura por parte de la facultad, que estaba enojada por los generosos aumentos salariales para los miembros de la administración en medio de llamados a la austeridad fiscal.
Arthur Vailas, ex vicerrector del Sistema de la Universidad de Houston y vicepresidente de la Universidad de Houston en Texas, se convirtió en presidente del estado de Idaho el 1 de julio de 2006. Sucedió a Michael Gallagher, que había sido presidente interino durante un año durante la transición. En febrero de 2011, la mayoría de los profesores de la ISU votaron sin confianza en Vailas y pidieron su dimisión. A esto también le siguió un voto de censura por parte de los estudiantes. Aunque Vailas se enfrentó a crecientes críticas y presiones por parte de profesores y estudiantes para que dimitiera, se negó a dimitir y la tensión en el campus se intensificó. En febrero de 2011, la Junta de Educación del Estado de Idaho decidió suspender el senado de profesores de la Universidad. Como resultado de la medida, en junio de 2011, la Asociación Estadounidense de Profesores Universitarios censuró a la ISU. En junio de 2019, la AAUP eliminó al estado de Idaho de la lista de instituciones sancionadas.
Vailas anunció su retiro en agosto de 2017, pero continuó desempeñándose como presidente hasta la expiración de su contrato el 17 de junio de 2018.  Fue sucedido por Kevin D. Satterlee.

## Instituto
La elevación de su campus principal en Pocatello es de aproximadamente 4550 pies (1386,8 m) sobre el nivel del mar.
El estado de Idaho, junto con el Laboratorio Nacional de Idaho y otras universidades de Idaho, trabajaron para establecer el Centro de Estudios Avanzados de Energía en 2007. La renovación del edificio ESTEC comenzó en el verano de 2007, después de que un equipo de la Facultad de Tecnología de ISU, el Laboratorio Nacional de Idaho y Partners for Prosperity recibieran subvenciones por un total de más de 2,5 millones de dólares.
En el año fiscal 2011, ISU se sometió a una reorganización diseñada para permitir una mejor investigación y colaboración interdisciplinarias. La Escuela de Artes Escénicas se creó para permitir a los estudiantes colaborar, aprender y actuar al siguiente nivel. La División de Ciencias de la Salud de Kasiska, que incluye la Facultad de Farmacia y la Facultad de Salud, se reorganizó para brindar educación interdisciplinaria y al mismo tiempo servir a la comunidad a través de las 18 clínicas de ISU.
En 2011, ISU compró las antiguas instalaciones de Ballard Medical por valor de 3,6 millones de dólares y se creó el Complejo de Investigación e Innovación en Ciencia e Ingeniería (RISE) de ISU. En ese momento, la investigación se centró en un Laboratorio de Crecimiento de Cristales (puede hacer crecer cristales gigantes para apoyar programas de ingeniería y ciencia nuclear), un Laboratorio de Óptica/Láser de Alta Potencia, un Laboratorio de Imágenes y un Laboratorio de Simulación de Entorno Interactivo Humano. RISE finalmente se cerró y las instalaciones se sometieron a una remodelación para convertirse en el Complejo de Innovaciones y Educación Técnica Avanzada William M. y Karin A. Eames, que alberga muchos programas de la Facultad de Tecnología.

## Información académica
Establecido en 2011, el programa Career Path Internship (CPI) brinda a los estudiantes la oportunidad de adquirir experiencia profesional mientras están en la escuela. Todas las pasantías de CPI son puestos remunerados que están alineados con los objetivos principales o profesionales del estudiante. En 2016, el programa CPI brindó experiencia profesional en aproximadamente 1.000 pasantías tanto dentro como fuera del campus. El programa CPI ha experimentado un crecimiento excepcional en los últimos años con un presupuesto para 2016 estimado en 2,3 millones de dólares. 
ISU ofrece dos programas de enfermería a nivel de doctorado después de que la Junta de Educación del Estado de Idaho aprobará un título de doctorado en práctica de enfermería avanzada, lo que ahora le dará a ISU dos programas de enfermería a nivel de doctorado. El primero que se ofrece es un título de Doctor en Filosofía (Ph.D.) en enfermería a partir del verano de 2013 y el único en el estado. 
ISU recibió la máxima designación por capacitación nuclear y fue etiquetada como Centro Regional de Excelencia. El Centro de Educación y Tecnología de Sistemas Energéticos (ESTEC) de la Facultad de Tecnología de ISU pronto coordinará la educación y capacitación en energía nuclear para técnicos en una región de nueve estados. El Instituto de Energía Nuclear (NEI) ha designado a ESTEC como el Centro Regional de Excelencia para la Educación y Capacitación Nuclear del Noroeste. La designación principal incluye los estados de Idaho, Montana, Washington, Oregon, Dakota del Sur, Dakota del Norte, Utah y Nebraska. ESTEC es uno de los cinco centros regionales designados por NEI en el país. 
El nuevo programa doctoral de psicología experimental de ISU, el único programa de este tipo en Idaho aceptó a sus primeros tres estudiantes en el otoño de 2011. El nuevo programa de doctorado en psicología experimental complementa el programa de doctorado en psicología clínica de ISU, creado a principios de la década de 1990. Con el tiempo, el programa de psicología experimental planea aceptar seis estudiantes anualmente.  Se aprobó un nuevo programa de doctorado en geociencias de la Universidad Estatal de Idaho para comenzar en agosto de 2013. 
El Centro de Conmoción Cerebral Deportiva de ISU, inaugurado en 2009, está ubicado dentro del Departamento de Ciencias del Deporte y Educación Física. El propósito del Centro para Concusiones Deportivas es ofrecer extensión educativa sobre la identificación de conmociones cerebrales y prácticas de manejo a administradores deportivos, entrenadores y grupos de padres en todo Idaho de acuerdo con la ley de Idaho y la necesidad demostrada, y facilitar la evaluación neurocognitiva inicial y posterior a una conmoción cerebral. pruebas a los atletas que participan en programas deportivos en todo el este de Idaho. 
La universidad otorga el premio The Teaching Literature Book Award al mejor libro sobre enseñanza de literatura a nivel postsecundario o de posgrado.  El premio se otorga en años impares y el premio inaugural se otorgó en 2015.  Entre otros galardonados se encuentran Nancy Sorkin Rabinowitz y Fiona McHardy por el libro Del aborto a la pederastia: abordar temas difíciles en el aula de clásicos.  

### Investigación
En CORE, los profesores y estudiantes de ISU están realizando investigaciones y becas que conducen a la comprensión mecanicista del autismo, la relación entre el sueño y las conductas adictivas, y a la incorporación de investigaciones a la práctica basada en evidencia.  En 2010, ISU obtuvo un nuevo laboratorio de bioquímica y se terminó a tiempo para el semestre de otoño de 2011. 
En 2012, investigadores de ISU en el Laboratorio de Salud Vascular Bearden encontraron pistas sobre cómo bloquear los efectos de una sustancia química en el cerebro que contribuye a la demencia y los accidentes cerebrovasculares. La lucha contra la demencia está ganando terreno en la Universidad Estatal de Idaho gracias a investigaciones en curso que algún día podrían cambiar la forma de prevenir la enfermedad. 
En 2013, un equipo de investigadores de la Universidad Estatal de Idaho descubrió que los peces muestran una expresión genética similar al autismo después de la exposición al agua que contiene productos farmacéuticos psicoactivos. Este estudio fue publicado en junio en la revista de acceso abierto PLoS ONE y fue ampliamente publicitado a nivel nacional e internacional. 

### Ciencias de la salud
La División de Ciencias de la Salud (KDHS) de Kasiska del estado de Idaho alberga la mayoría de los programas profesionales relacionados con la salud en Idaho.  El Programa de Residencia en Medicina Familiar de KDHS es el único programa de educación médica patrocinado por una universidad de Idaho.
Cada año, el Centro de Salud ISU recibe más de 10.000 visitas de estudiantes. El centro trata a pacientes con todo tipo de problemas médicos y los costos de consulta son más bajos en comparación con los servicios de salud convencionales en todo el país. 
En 2009, el estado de Idaho abrió un nuevo campus en Meridian, Idaho, que ofrece programas profesionales de la salud como complemento a la iniciativa de desarrollo económico Proyecto 60 de Idaho.  En 2011, se abrió la Clínica Dental Delta en el Centro de Ciencias de la Salud ISU-Meridian para atender a pacientes de bajos ingresos y brindar capacitación avanzada a los dentistas. Los 52 000 pies cuadrados (4831,0 m²)   la clínica consta de 17 salas de tratamiento clínico. 
El Centro de Ciencias de la Salud ISU Meridian planea abrir un nuevo laboratorio de anatomía y fisiología en 2014. El nuevo laboratorio, compuesto por aplicaciones virtuales "de última generación", permitirá a los estudiantes trabajar directamente con el cuerpo humano y sus funciones. 
En 1998, la Universidad Estatal de Idaho recibió una donación de 10 millones de dólares de Thelma E. Stephens. Se trataba de una financiación inicial para el centro de 34 millones de dólares que llevaría el nombre de los Stephens. La construcción comenzó el 10 de junio de 2002. El diseño y la construcción del centro se financiaron principalmente mediante el apoyo de cientos de donantes privados como parte de la campaña de capital de 152,5 millones de dólares de la universidad para financiar una variedad de necesidades.  En el otoño de 2013, ISU comenzó a ofrecer una licenciatura en danza. La nueva especialidad es la única de su tipo que se ofrece dentro del sistema universitario de Idaho. Con la nueva licenciatura en coreografía y actuación, la Escuela de Artes Escénicas de ISU ahora consta de especializaciones en música, teatro y danza.

## Deportes
Los Bengals de la Universidad Estatal de Idaho compiten como escuela miembro de la Conferencia Big Sky en la FCS de la División I de la NCAA. ISU ganó el campeonato nacional de fútbol de la División I-AA de la NCAA en 1981. También ganó campeonatos nacionales de boxeo de la NCAA como Idaho State College en 1953 y 1957.
En años más recientes, ISU ha sido competitivo en atletismo, ganando el título de la Big Sky Conference Indoor en 2005 y 2006. El equipo femenino de atletismo ganó su primera conferencia Big Sky femenina al aire libre en 2007 con una puntuación de 140,5 sobre Weber State. Dave Nielson fue nombrado Entrenador del Año de Big Sky en atletismo femenino, y más tarde fue nombrado Entrenador Femenino del Año al Aire Libre de la Región Montañosa.
Los partidos de fútbol en casa se juegan en el ICCU Dome (anteriormente conocido como Holt Arena), que tiene una capacidad para 12.000 asientos para partidos de fútbol y es el estadio cerrado más antiguo en un campus universitario en los Estados Unidos. El ICCU Dome también alberga eventos de atletismo bajo techo.
Durante años, los Bengals mantuvieron rivalidades atléticas con los Boise State Broncos y los University of Idaho Vandals de Moscú. Sin embargo, en el fútbol estas rivalidades disminuyeron significativamente después de que BSU y UI dejaran el Big Sky en 1996 para ascender a la División IA. Los Bengals todavía disfrutan de una sana rivalidad en el baloncesto tanto con la Universidad de Idaho, a quien han dominado en los últimos años, como con Boise State, que ha dominado la ISU en los últimos años. Con el regreso de la Universidad de Idaho a la División I FCS en 2018, ellos, junto con los Weber State Wildcats de Ogden, Utah, y los Portland State Vikings de Portland, Oregon, se han convertido en los principales rivales de Idaho State.
El estado de Idaho también ofrece un programa de rugby que juega en la División II. El estado de Idaho ofrece becas a jugadores de rugby, lo que permite a los estudiantes de otros estados pagar la matrícula estatal. Idaho State terminó la temporada regular de 2010 en el noveno lugar de la División II.  El estado de Idaho alcanzó las semifinales del torneo Mountain 7s de 2011,  y alcanzó las semifinales del campeonato de la Costa del Pacífico de 2012. 
En enero de 1968, el cuerpo estudiantil de ISU votó y aprobó la construcción del Minidomo ASISU por una mayoría de votos del 57 por ciento sin exceder los 2,8 millones y fue financiado con bonos de ingresos estudiantiles. El Minidomo abrió hace 54 años en 1970 y pasó a llamarse Holt Arena en 1988. Alberga un promedio de 300.000 a 400.000 espectadores al año y los eventos tienen un impacto económico anual estimado en unos 15-20 millones de dólares. Desde su apertura, los eventos del Holt Arena han aportado aproximadamente 600 millones de dólares de impacto económico a la comunidad local. 
Davis Field, sede del atletismo y del fútbol de ISU, fue construido en 1936 como un proyecto de obras públicas. Originalmente se llamaba " Spud Bowl" y está ubicado en la base de Red Hill en el campus inferior. Después de que se construyó el Holt Arena, el campo de fútbol se convirtió en la sede del programa de atletismo de Bengala, y el nombre se cambió para honrar a Bud Davis, presidente de ISU de 1965 a 1975. En 1998, el fútbol femenino se añadió como deporte universitario y Davis Field se convirtió en su campo. 
ISU inició un programa de softbol en 1976, pero el programa se abandonó después de la temporada de 1983, si bien en 2007 se restableció. En 2011, el estado de Idaho completó el estadio Miller Ranch, sede del softbol de Bengala. La Conferencia Big Sky agregó softbol en 2013 y el ISU ganó el primer título de Big Sky de la temporada regular. (40) ISU ganó el campeonato nacional de fútbol de la División I-AA de la NCAA en 1981. Los Bengals también ganaron campeonatos nacionales de boxeo de la NCAA como Idaho State College en 1953 y 1957.  El equipo de cross country de ISU se reúne en el Centennial Course. Está ubicado al este del campus principal en el Parque de Investigación Estatal de Idaho. Los Bengals abrieron el campo en 2002 y fueron anfitriones del Campeonato Big Sky ese mismo año. 
El Reed Gym es el estadio remodelado de baloncesto, tenis y voleibol femenino del estado de Idaho. Con una capacidad para 3.040 personas, el edificio fue remodelado en 2002 y reabierto oficialmente el 17 de diciembre. También es la sede del equipo de baloncesto masculino en ocasiones, cuando el Holt Arena no está disponible. En años más recientes, ISU ha sido competitivo en atletismo, ganando el título bajo techo de la Conferencia Big Sky en 2005 y 2006. El equipo femenino de atletismo ganó su primer título femenino de Big Sky al aire libre en 2007. El programa de fútbol femenino ganó su quinto Campeonato Big Sky en 15 años en 2012 y el programa de baloncesto femenino ganó su tercer título Big Sky desde 2001. 
En la primavera de 2011, el departamento de atletismo de ISU obtuvo la certificación total sin condiciones de la Asociación Nacional de Atletismo Universitario (NCAA). En el verano de 2010, la universidad recibió la certificación de la NCAA con una condición. Para cumplir con los requisitos de la NCAA, ISU construyó un nuevo complejo de softbol femenino y aumentó los fondos para el programa, completó nuevos vestuarios interuniversitarios para voleibol, softbol y baloncesto femeninos y aumentó el número de becas deportivas para mujeres. 
A través de asociaciones entre ISU Athletics, ISU Credit Union e Idaho Central Credit Union, ISU recibió una nueva cancha de baloncesto y un campo de fútbol en 2011. Desde entonces, el nombre oficial de la instalación de baloncesto de Bengala es Idaho Central Credit Union Court at Holt Arena, mientras que el Reed Gym se rebautizó como Idaho Central Credit Union Court at Reed Gym. 
En 2013, ISU Athletics terminó tercero en la Copa del Presidente de la Conferencia Big Sky. El tercer puesto fue el más alto jamás logrado por el departamento de Atletismo de ISU. ISU ocupó el primer lugar en la conferencia en términos académicos generales. Académicamente, el estado de Idaho tuvo un récord de 183 estudiantes-atletas nombrados para equipos All-Academic de Big Sky durante el año académico. 